# أميديو موديلياني
أميديو كليمينتي موديلياني هو رسام ونحات ايطالي، ولد في 12 يوليو 1884 بمدينة ليفورنو في مقاطعة توسكاني بإيطاليا، والتي كانت ما تزال حديثة النشأة بحسب المعايير الإيطالية في ذاك الوقت. ليفورنو التي عرفها موديلياني كانت مركزاً نشطاً للتجارة التي تصب في أعمال البحار وبناء السفن، لكن تاريخها الثقافي في كونها ملاذاً آمناً لأولئك الذين لوحقوا بسبب دينهم، فجد جده لأمه سليمان جاريسون، هاجر إلى هذه البلاد كلاجئ ديني.

## عائلتة
كان موديلياني الأبن الرابع لعائلة فلامنيو موديلياني وزوجتة يوجين جاريسون، وهي عائلة تنتمي إلى الفئة اليهودية المتعلمنة من البورجوازيين. كان والده يعمل في مجال الصرافة ولكن عندما أفلس عاشت الأسرة فقراً مدقعاً.
أنقذت ولادة أميديو الأسرة من الانهيار الكامل عندما أتى الدائنون برفقة ضباط المحكمة التنفيذيين إلى منزل عائلة فلامنيو لمصادرة أملاكهم، إذ ينص قانون عتيق على أنه لا يحق للدائنين مصادرة سرير امرأة حامل أو تحمل طفلاً حديث الولادة.
فما كان من الأسرة لحظتها إلا تكويم أصولهم المادية ومقتنياتهم الثمينة على سرير الأم التي دخلت آلام المخاض.

## دراستة
يعرف عن أميديو موديلياني بدايته بالرسم في سن مبكره. ألحقته أمه للدراسة على يد أفضل أساتذة الرسم في لوفيرنو آنذاك وأسمه قوقلييلمو ميكيلي. عمل موديلياني في مدرسة ميكيلي منذ العام 1898م وحتى العام 1900م، وكان تعليمة في هذه المدرسة مُغرقاً في الاهتمام بأسلوب ومواضيع الفن الإيطالي في القرن الثامن عشر ويمكن العثور على آثار لهذا الاهتمام في أعماله الباريسية الأولى جنباً إلى جنب، وما ظهر من أثر آخر لدراسته فن النهضة. بدأ موديلياناً فناناً واعداً عندما كان يدرس في مدرسة ميكيلي ولم يتوقف عن الدراسة هناك حتى أجبره المرض على ذلك. لقد كان أستاذه الأول قوقلييلمو ميكيلي تلميذ جيوفاني فاتوري قائد حركة الماكيآي أولي (Macchiaioli) وهي المقابل الإيطالي للحركة الانطباعية المنبعثة من باريس. ترك موديلياني منزله وانتقل إلى فلورنسا ليلتحق بصفوف الدراسة على يدي فاتوري عام 1902م في المدرسة الحرة للعراة (Scuola Libera di Nudo) لينقل نفسه بعدها في مارس من العام 1903م إلى فينيسا حيث سجل في مدرسة مشابهة ليلتقي هناك بمن سيصبحون قادتها في المستقبل: أومبيرتو بوكوني وأردينجو سوفيسي، بل وأهم من ذلك فقد تعرف للمرة الأولى على ملذات الشراب والمخدرات.
في العام 1906م قرر الانتقال إلى باريس ووافقته أمه على ذلك ومنحته مصروفاً من المال لمساعدته، بيد أن باريس التي جذبته قد خبت ألوانها وأنه قد تعب من جيل التجريبيين الجدد المتجمعين حول الشاعر الفرنسي والناقد الفني غيوم أبولينير. في العام 1917م التقى موديلياني جيني هيبتيرن الطالبة بأكاديمية كولاروسي، كانت خجولة ورقيقة ومهذبة كما وصفها الكاتب تشارلز-ألبيرت سنقريا، وقد أصبحت بعدها نموذجه وعارضته الرئيسة حتى مماته وقد رسمها مالا يقل عن 25 مرة. في العام 1918م غادر موديلياني وجيني باريس التي كانت مهددة بالاحتلال الألماني إلى الساحل الجنوبي. في نيس وأجوائها أنتج موديلياني معظم لوحاته التي أصبحت فيما بعد أكثرها شعبية وقيمة مادية. في العام 1919م عاد موديليان إلى باريس بعد عدة معارض ناجحة في بريطانيا في الوقت الذي بدأ جامعوا اللوحات البريطانيون شراء لوحاته، ولكن في نهاية ذلك العام داهم مرض السل موديلياني واشتد عليه حتى كُتبت له الوفاة بعد صراع مع الفاقة واعتلال الصحة المزمن، فمات أخيراً جراء المرض والإفراط في الشرب والمخدارت وهو في الخامسة والثلاثين من عمره. كانت وفاة موديلياني في الرابع والعشرين من يناير من العام 1920م وفي اليوم التالي لوفاته أقدمت جيني الحامل وقتها على الانتحار واللحاق به في الحياة الآخرة، وقامت أخت موديلياني في فلورنسا بتبني ابنتهم اليتيمة والتي ستكتب فيما بعد سيرة ذاتية مهمة لوالدها بعنوان «موديلياني: الرجل والأسطورة».

## تأثر
تأثر موديلياني بعدة مدارس وحركات فنية بالإضافة إلى الفن البدائي، ولكن أعمال موديلياني رغم ذلك ظلت محتفظة بطابع شخصي فريد من نوعه ومتميز تعرض موديلياني في صغره وانفتح على الأدب الفلسفي الرفيع عن طريق جده لأمه، واستمر في القراءة والتأثر في أعماله الفنية بكتابات فلسفية لأناس من بينهم نيتشه وبودلير وغيرهم من الكتاب، ونما لديه اعتقاد بأن الطريق الوحيد إلى الإبداع الحقيقي يكون عبر التحدي والفوضى. من الكتاب الآخرين الذين تأثر بهم موديلياني الشاعر الفرنسي المولود في الأوروغواي كومت دي لوتري آمو والذي توفي شاب في الرابعة والعشرين وكتب عدة كتب منها كتاب (أغاني مالديرور) والذي يعد أول كتاب سريالي، هذا الكتاب الذي تأثر به وأحبه موديليانو وأصبح كتابه المفضل حتى أنه حفظة عن ظهر قلب...

## روابط خارجية
- أميديو موديلياني على موقع الموسوعة البريطانية (الإنجليزية)
- أميديو موديلياني على موقع إن إن دي بي (الإنجليزية)
- أميديو موديلياني على موقع ديسكوغز (الإنجليزية)